# Edgar Cruveilher
Edgar René Gabriel Cruveilher, né le 17 février 1899 à Razès (Haute-Vienne), est un radiotélégraphiste français disparu dans l'Atlantique sud avec l'équipage de la Croix-du-Sud le 7 décembre 1936.

## Biographie
Le 29 février 1916, à l'âge de 17 ans, il s'engage pour la durée de la guerre dans l'Armée française.
En janvier 1928, il entre à l'Aéropostale.
Au cours d'un accident survenu le 10 novembre 1929 entre Alger et Marseille à un hydravion qui fut contraint d'amerrir, il se distingue par sa diligence et sa présence d'esprit, contribuant pour une forte part au sauvetage de l'appareil.
En cette occasion, il reçoit les félicitations du ministre de l'Air de l'époque.
Il disparaît en mer le 7 décembre 1936, après douze années de service, à bord de l'hydravion Croix-du-Sud.
L'équipage était composé de Jean Mermoz, chef de bord ; Alexandre Pichodou, pilote ; Henri Ézan, navigateur ; Edgar Cruveilher, radio et Jean Lavidalie, mécanicien.
Un hommage national leur est rendu, le 30 décembre 1936, à l'Hôtel national des Invalides, avec citation à l'ordre de la Nation.
Il était considéré comme un professionnel hors pair, totalisant 5 500 heures de vol et dix traversées de l'océan Atlantique sud.

## Décorations
- Chevalier de la Légion d'honneur (décret du 24 décembre 1936 - à titre posthume[1])
- Croix de guerre 1914–1918

### Sources
- Archives de Christophe Meynard.
- Jean Mermoz, Mes Vols, Flammarion, 1937, p. 209.